# École de Nancy

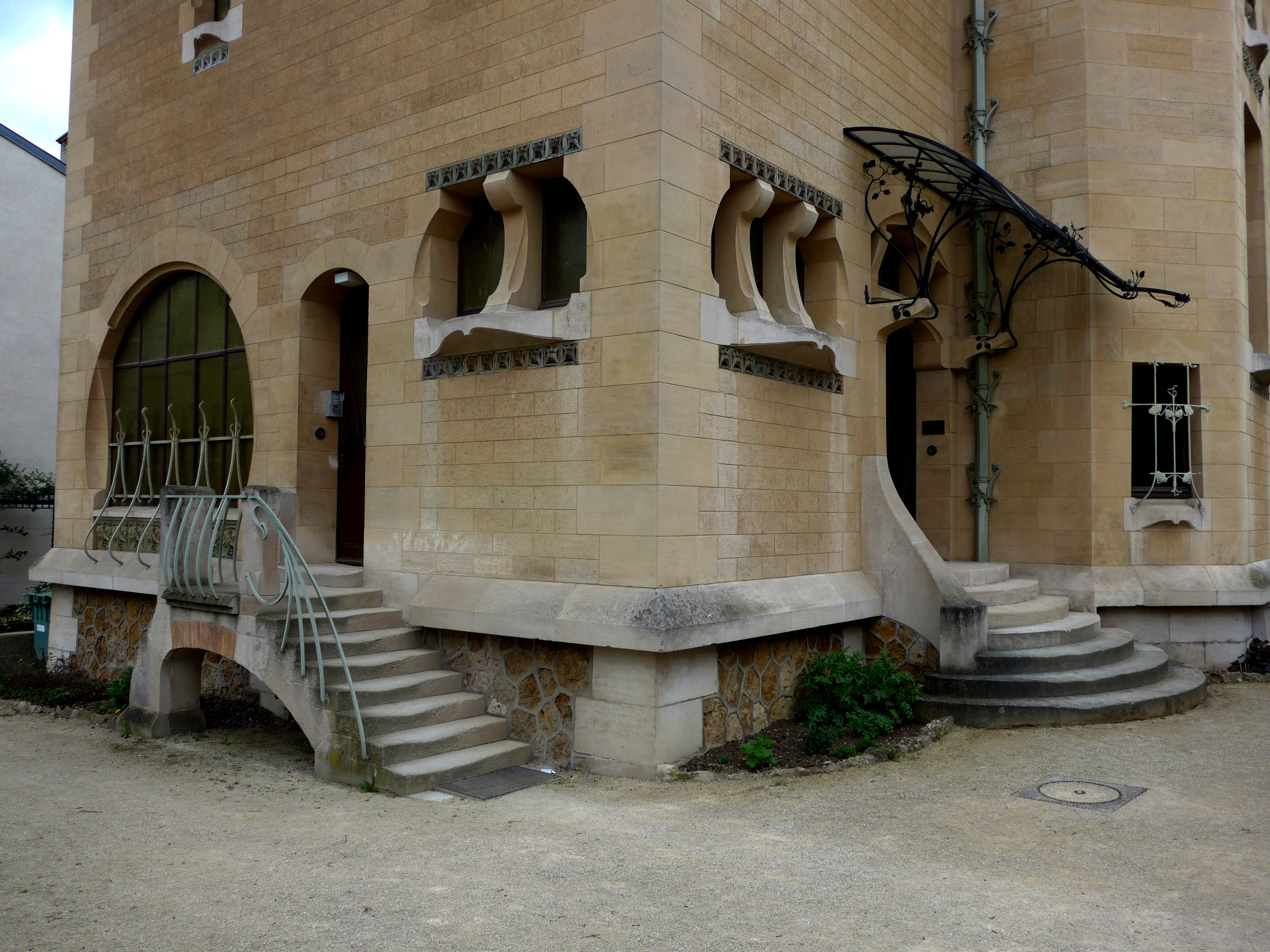
Entree Villa Majorelle

De École de Nancy (School van Nancy) was een kunstbeweging van de art nouveau in de Franse stad Nancy. Rond de eeuwwisseling (1900) zorgde deze school voor de samenwerking tussen architecten en ontwerpers van glaskunst, meubilair en decoratieve kunst.
De belangrijkste kunstenaars waren Émile Gallé (glas, meubilair, schilderijen), Ernest Chaplet (aardewerk), François-Rupert Carabin (meubulair, fotografie en beeldhouwwerk), Hector Guimard (architectuur), Louis Majorelle (meubilair), Jacques Gruber (glas), Émile André (architectuur), Lucien Weissenburger, Victor Prouvé en de gebroeders Daum.

## Ontstaan
In de 19e eeuw was Nancy een half ingeslapen provinciestad. Dit veranderde na de Frans-Duitse Oorlog (1870-1871) waarbij de Elzas en het departement Moselle verloren gingen voor Frankrijk. Veel rijke burgers, industriëlen, intellectuelen en kunstenaars weken uit naar Frankrijk en een deel kwam in Nancy terecht. Zo groeide de stad uit tot de onofficiële hoofdstad van noordoost-Frankrijk. Door de oprichting van de École de Nancy in 1889 werd de stad ook de hoofdstad van de art nouveau in Frankrijk.

## Thema's en kenmerken

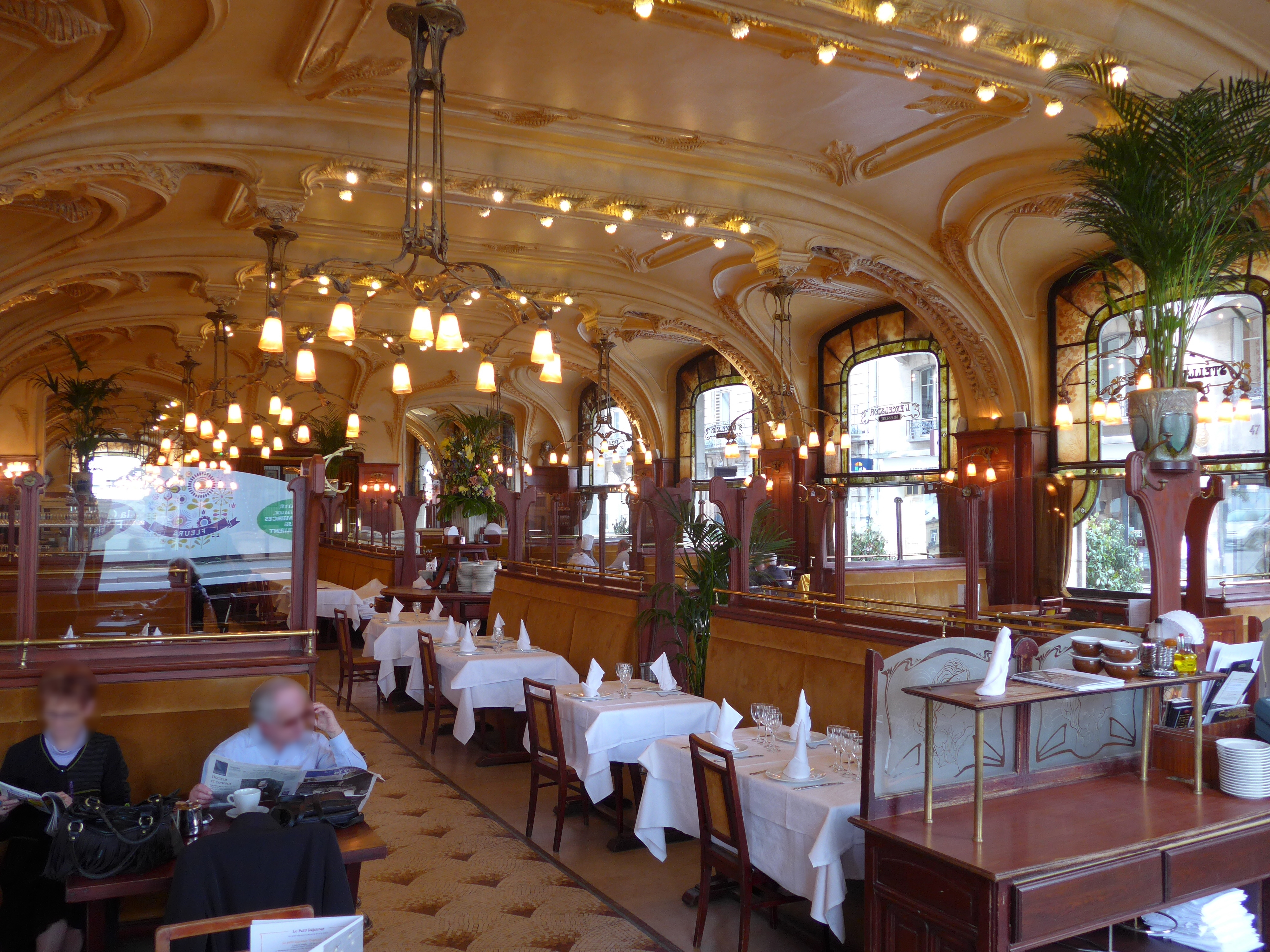
Interieur van Brasserie Excelsior

De École de Nancy richtte zich op het grote publiek door middel van fabrieksmatige productie van verfijnde ontwerpen. De leden van de school wilden kunst toegankelijk maken voor iedereen. Ze hadden aandacht voor het sociale thema, onder andere met het ontwerp voor het volkshuis en het verwerken van afbeeldingen van fabrieksarbeiders of mijnwerkers in de kunstwerken. Toch slaagden ze niet echt in deze opzet en bleef hun kunst enkel toegankelijk voor de elite. De kunstenaars lieten zich vooral inspireren door bloemen, planten (zoals distel, waterlelie, ginko, kalebas enz.), insecten en de in die tijd populaire onderwerpen uit het verre oosten. De productie van de deelnemers van de École de Nancy omvatte glaswerk, meubilair, keramiek, leer, smeedwerk en bouwkundige ontwerpen.

## Architectuur
Op het gebied van architectuur zijn er vele voorbeelden van art nouveau in Nancy te vinden. De stad telde tot 300 art-nouveaugebouwen waarvan er een vijftigtal bewaard zijn gebleven. Bekende voorbeelden zijn enkele bankgebouwen en het volkshuis:
- Bank, Rue Saint-Dizier 42-44
- Bank, Rue Chanzy 9
- Kamer van Koophandel en Industrie
- Volkshuis, Rue Drouin 2
- Brasserie Excelsior, Rue Mazagran 3

## Musée de l'École de Nancy
Het museum is gevestigd in een grote villa die toebehoorde aan een belangrijke kunstliefhebber Jean-Baptiste Eugène Corbin. Alle technieken uit de art nouveau zijn in de vorm van allerlei objecten in het museum vertegenwoordigd. Veel aandacht is er voor de glaskunstenaar Émile Gallé, van wie het museum een verzameling bezit van ruim 400 voorwerpen.

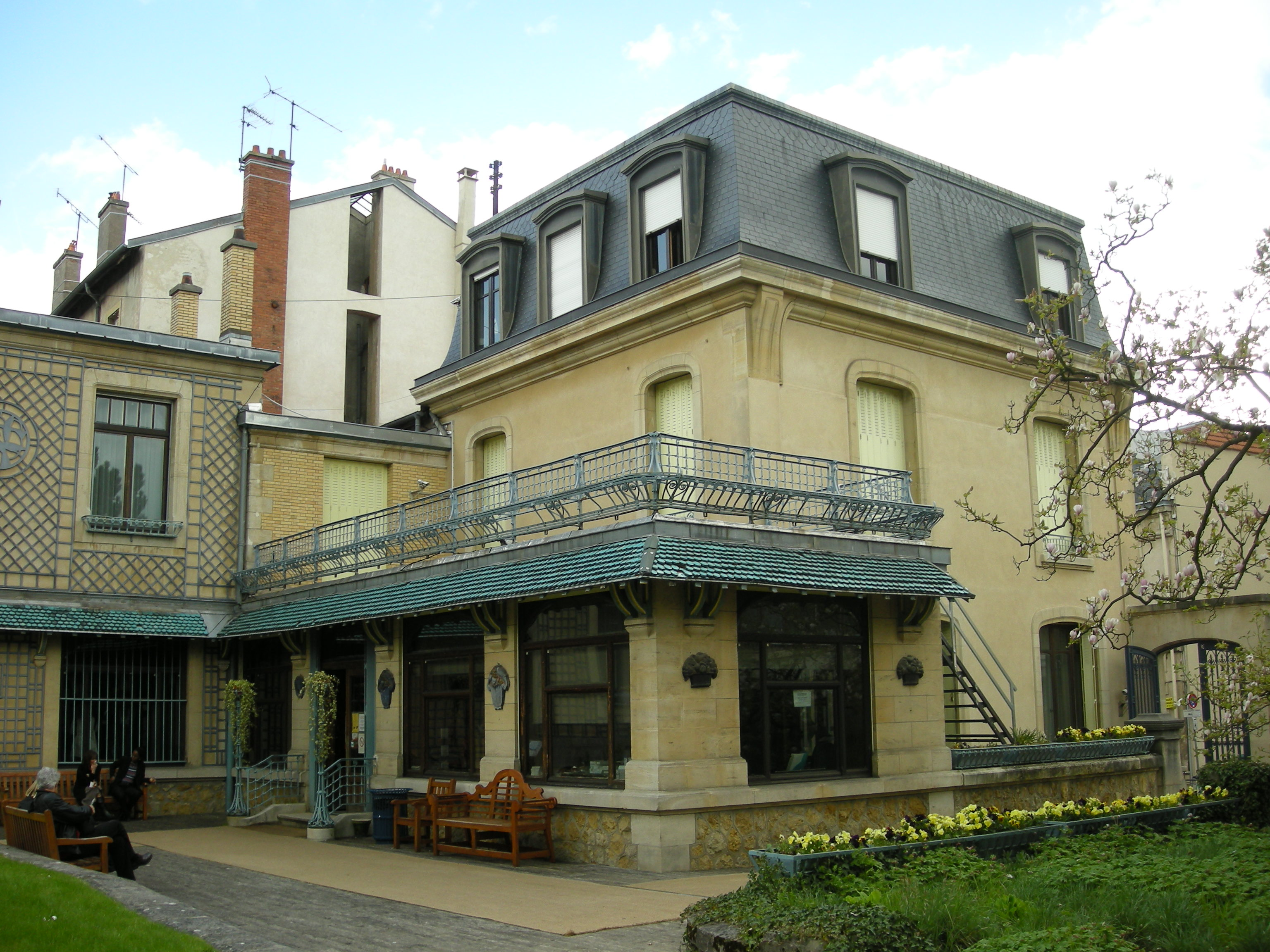
Entree van het museum
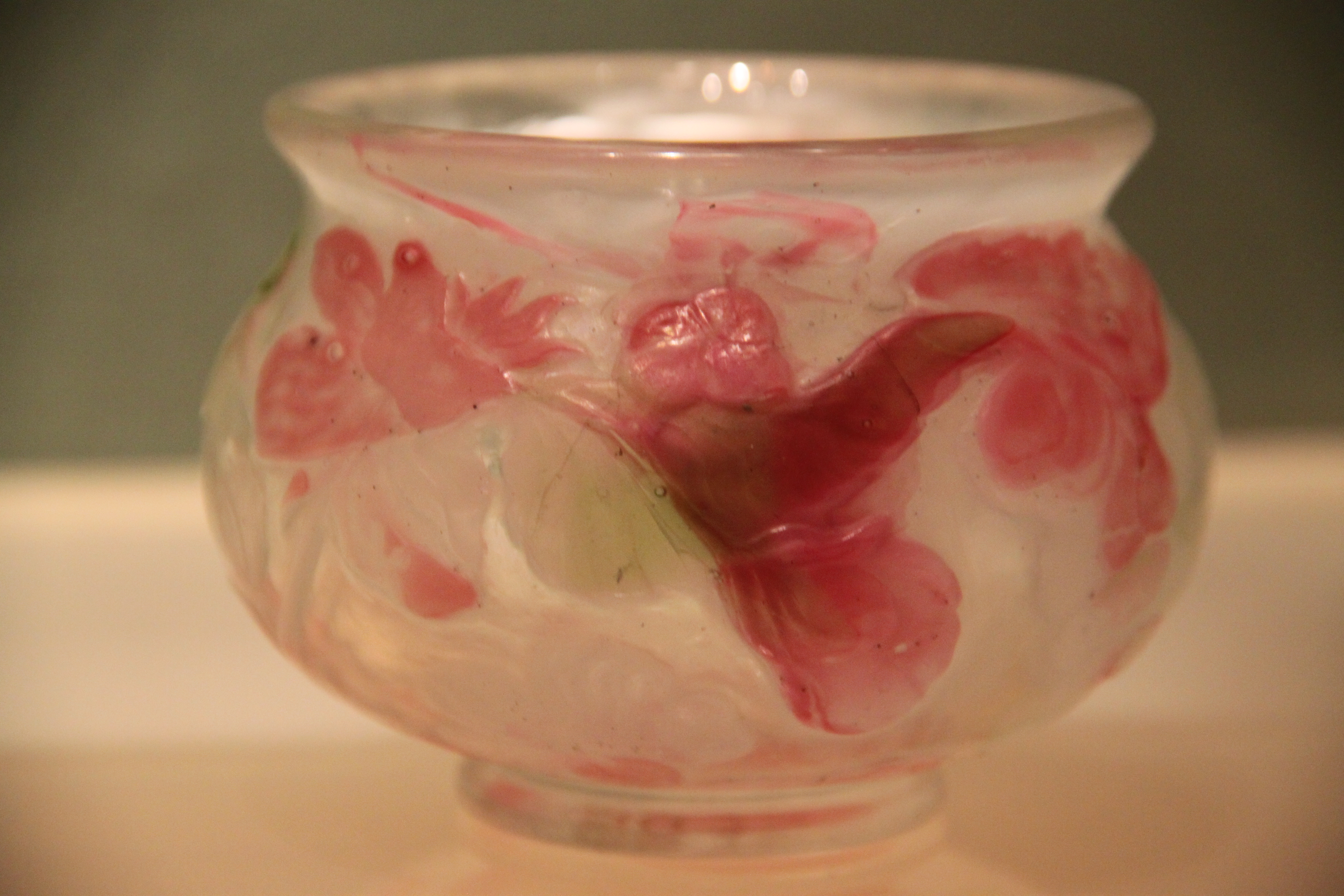
Coupe Bégonia rose, 1894 Émile Gallé
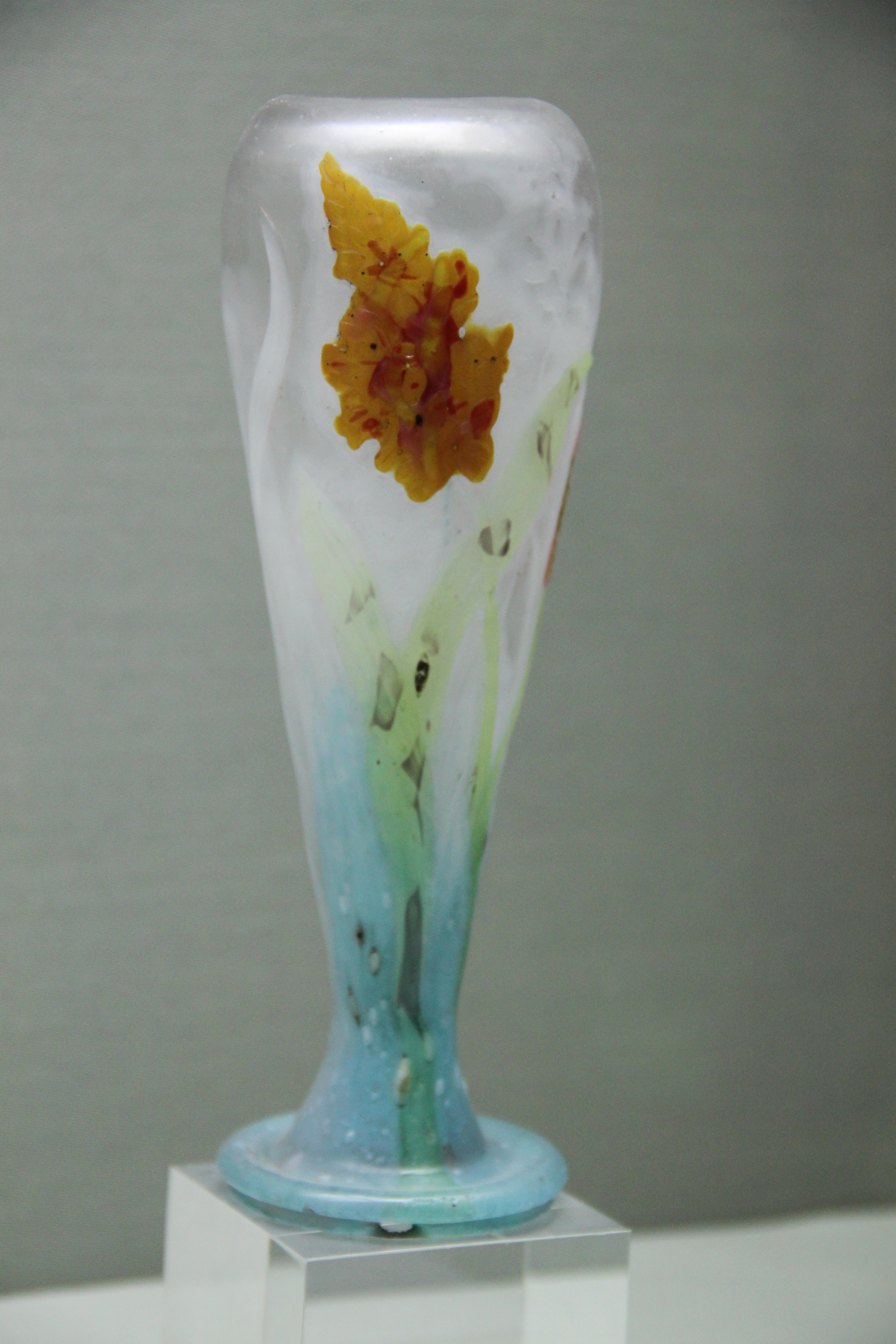
Vase Orchidée, 1897, Émile Gallé
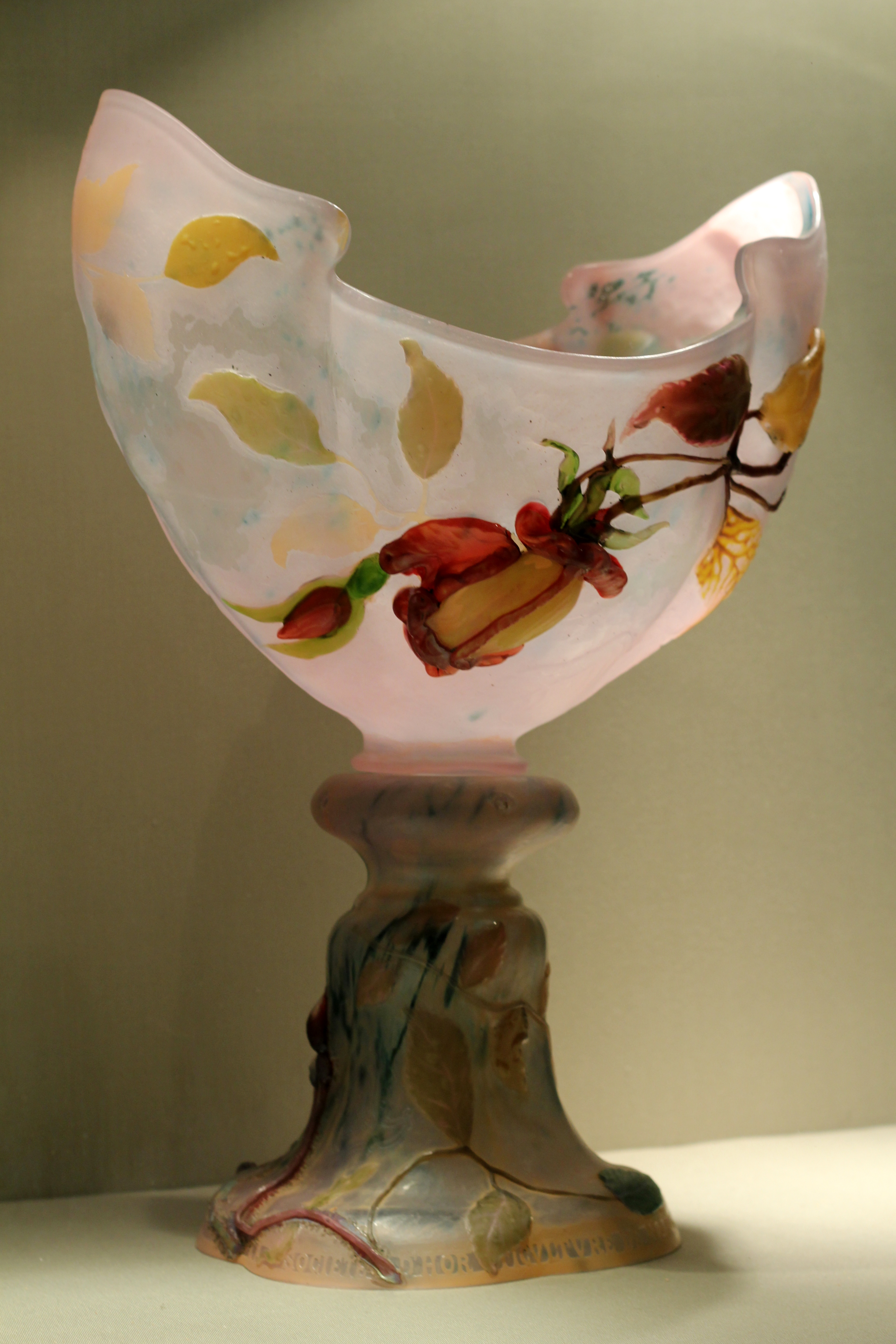
Coupe Rose de France, 1891, Émile Gallé
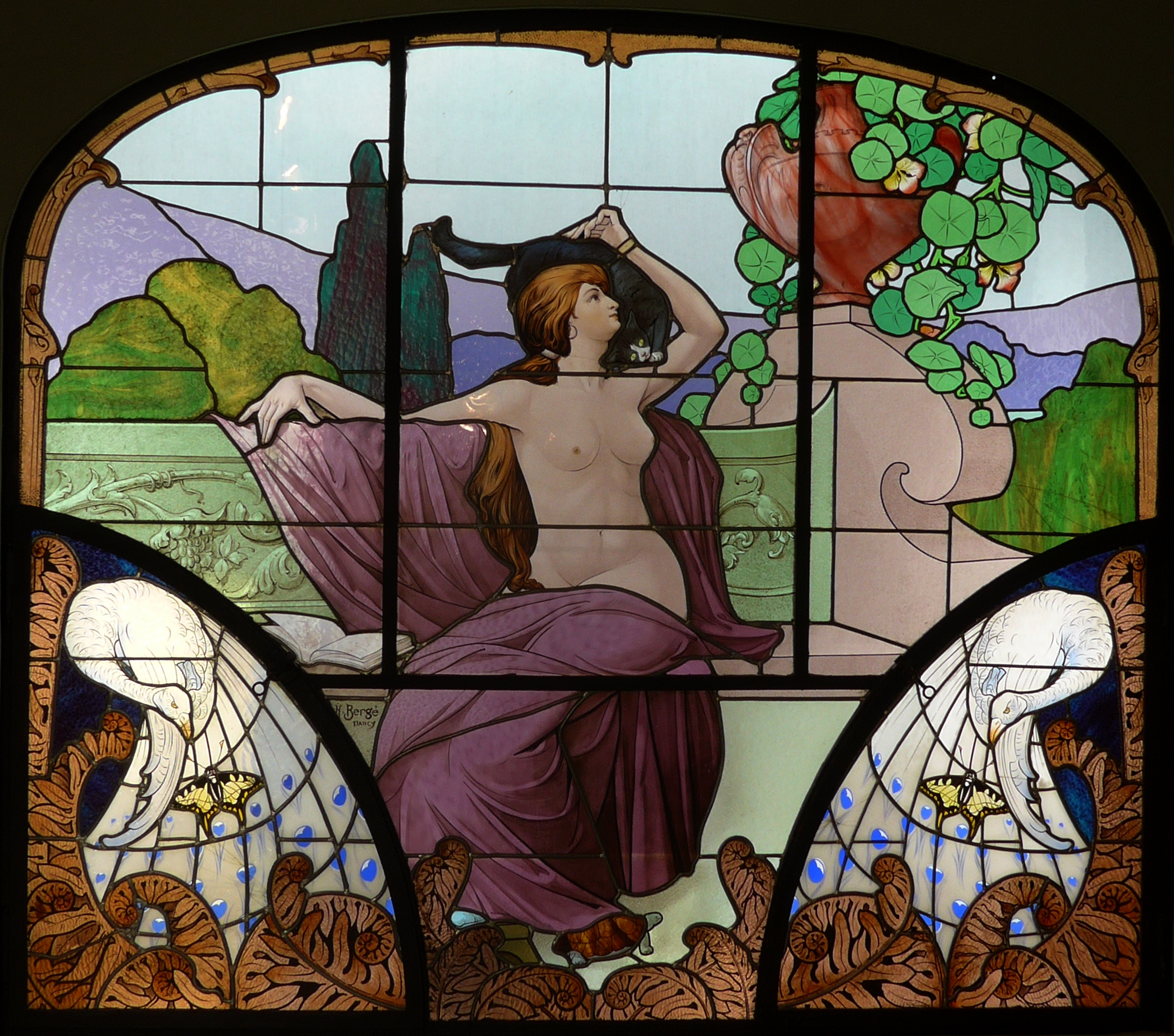
La Lecture, Henri Bergé, (Diarville 1870 - Nancy 1937)
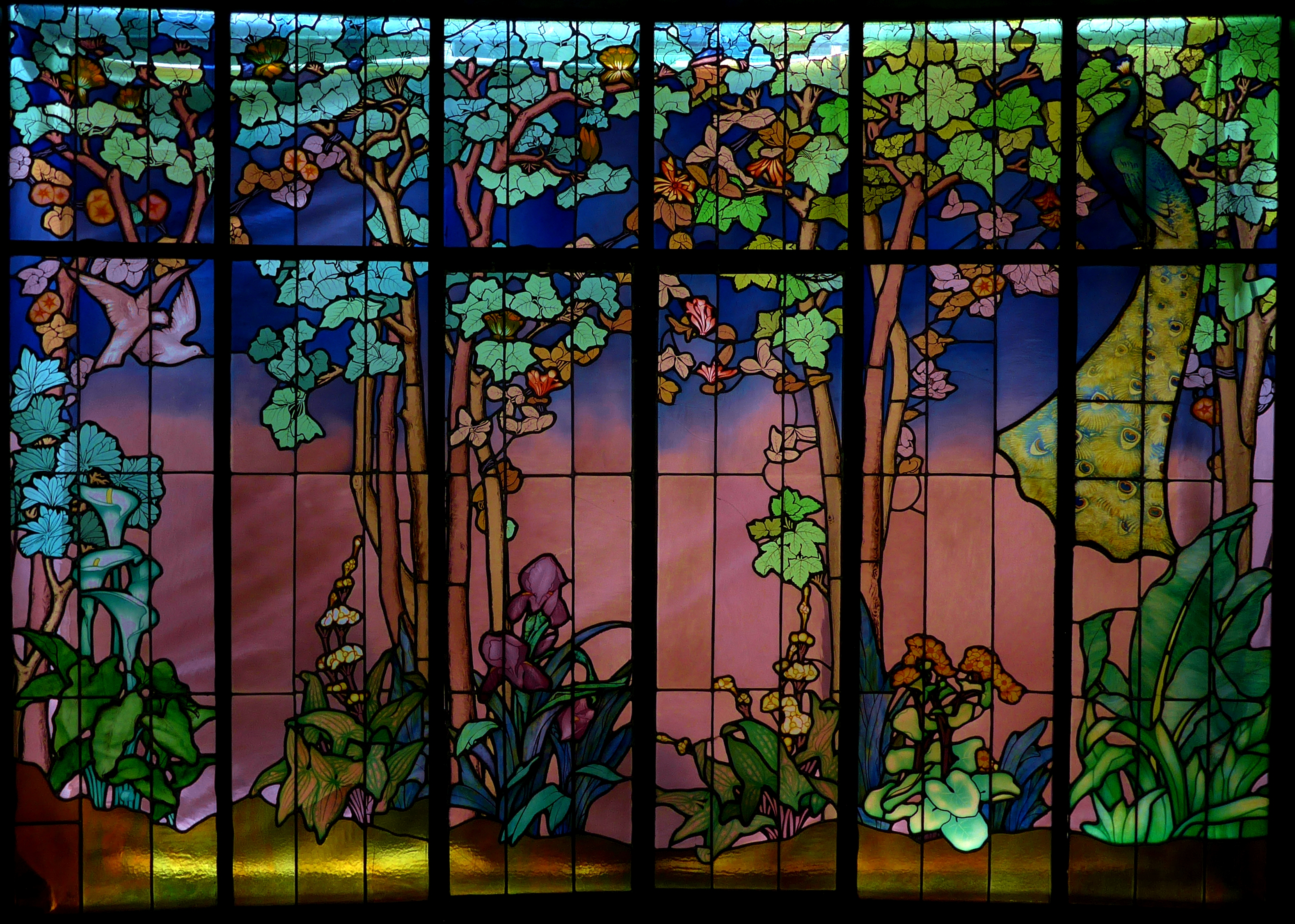
Véranda de La Salle, 1904, Jacques Gruber (Sundhausen 1870 - Paris 1936)
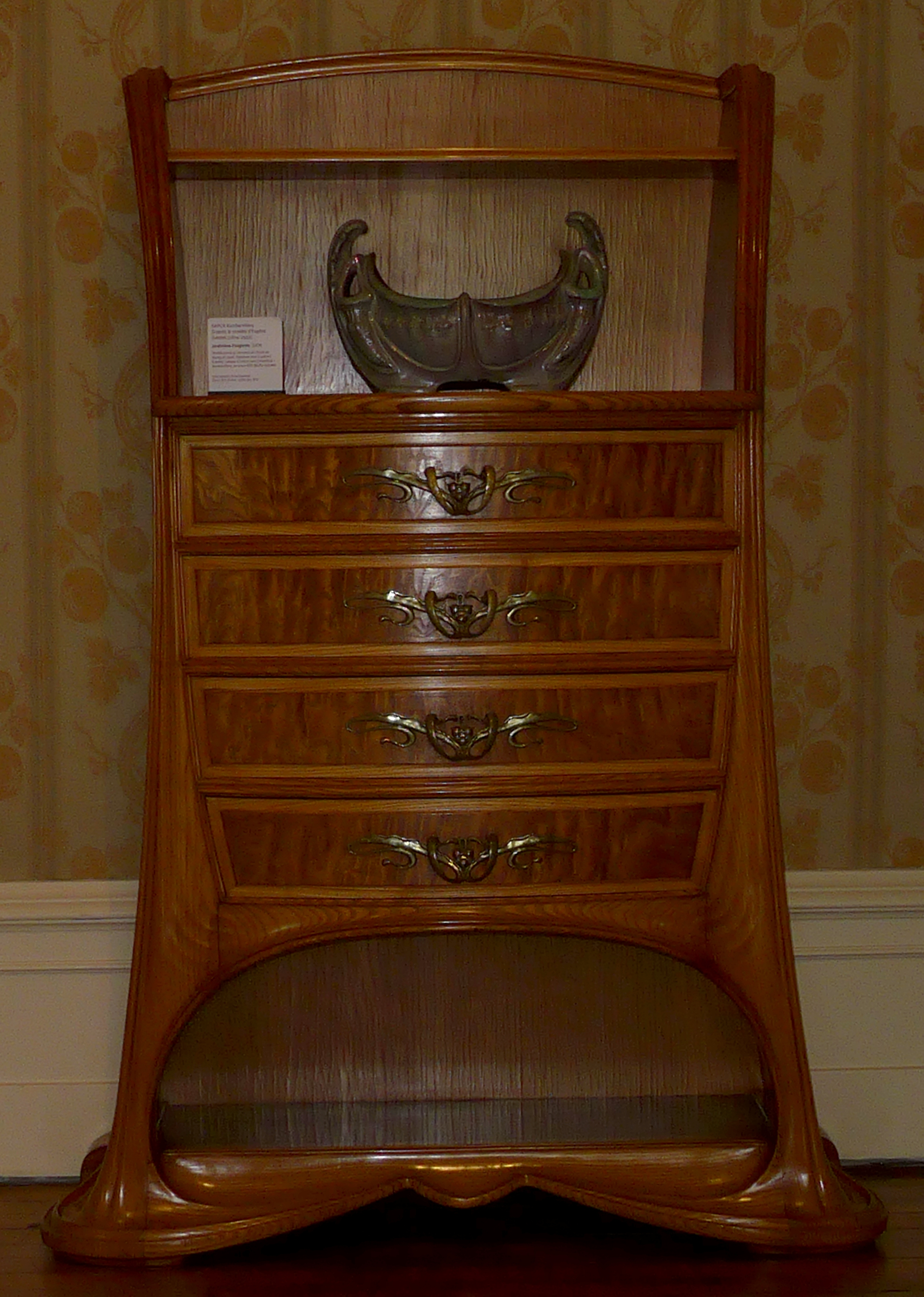
Commode, Eugène Vallin
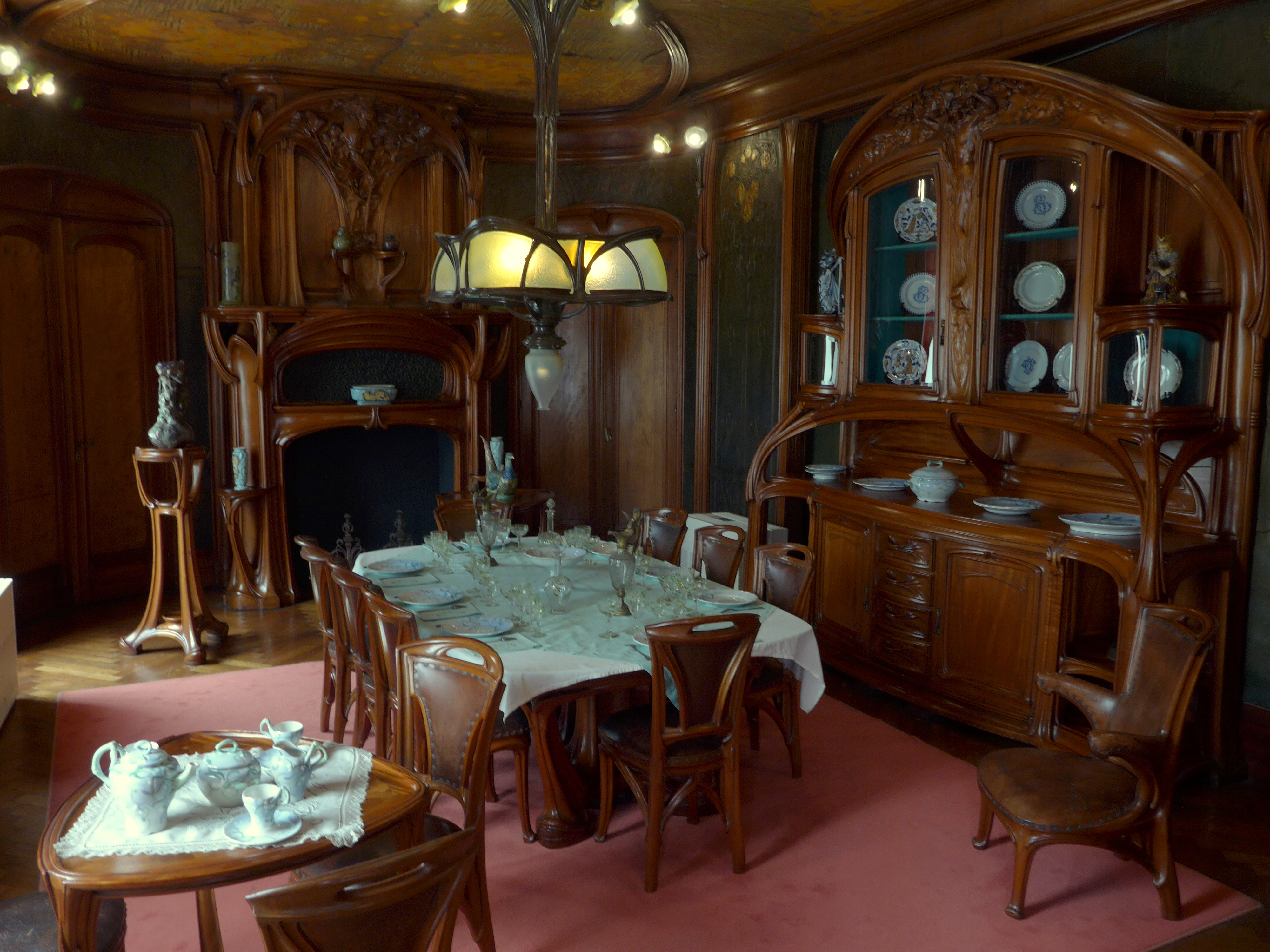
Salle à Manger Masson, 1903-1906, Eugène Vallin, Victor Prouvé
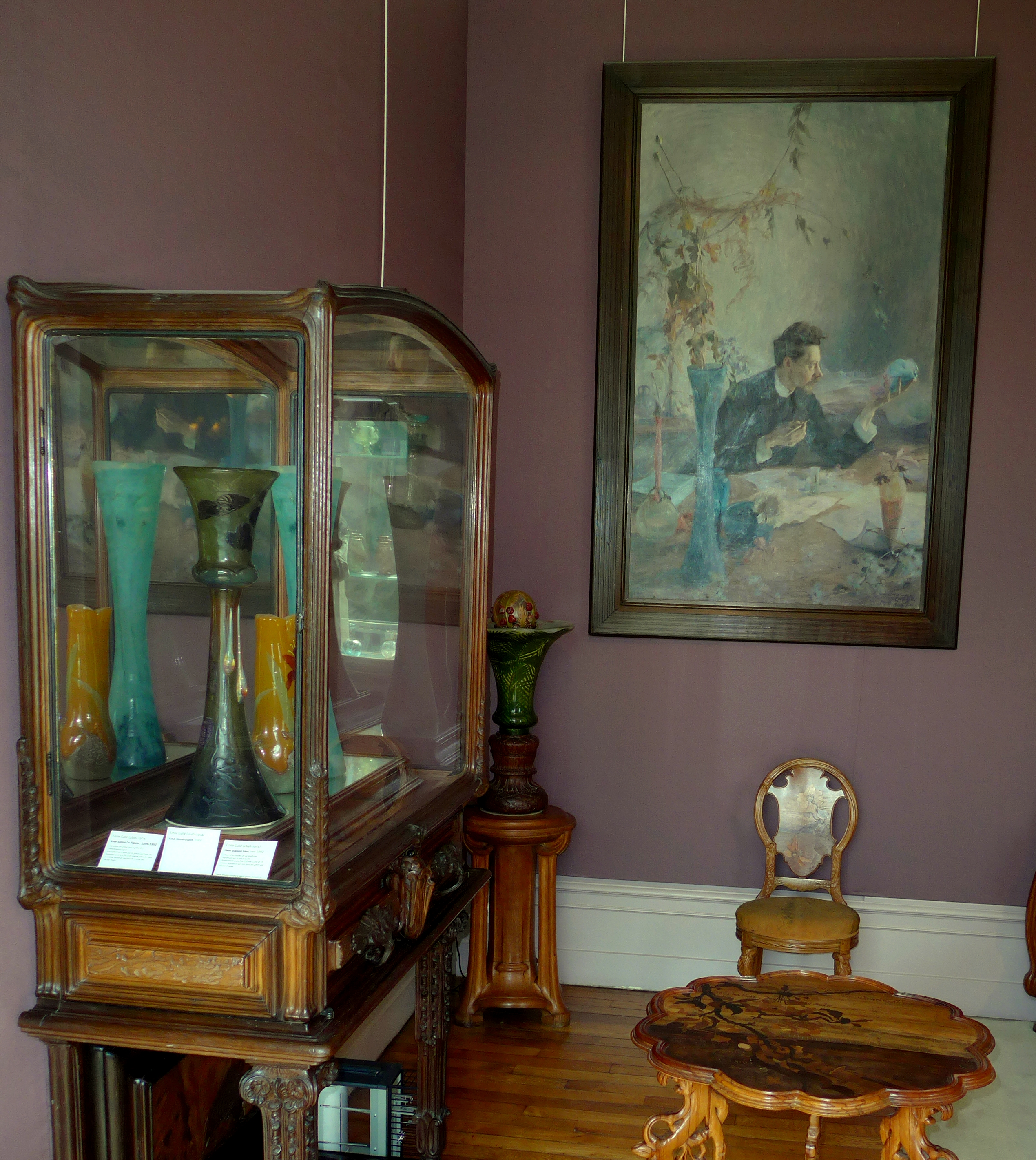
collectie musee de l' École de Nancy
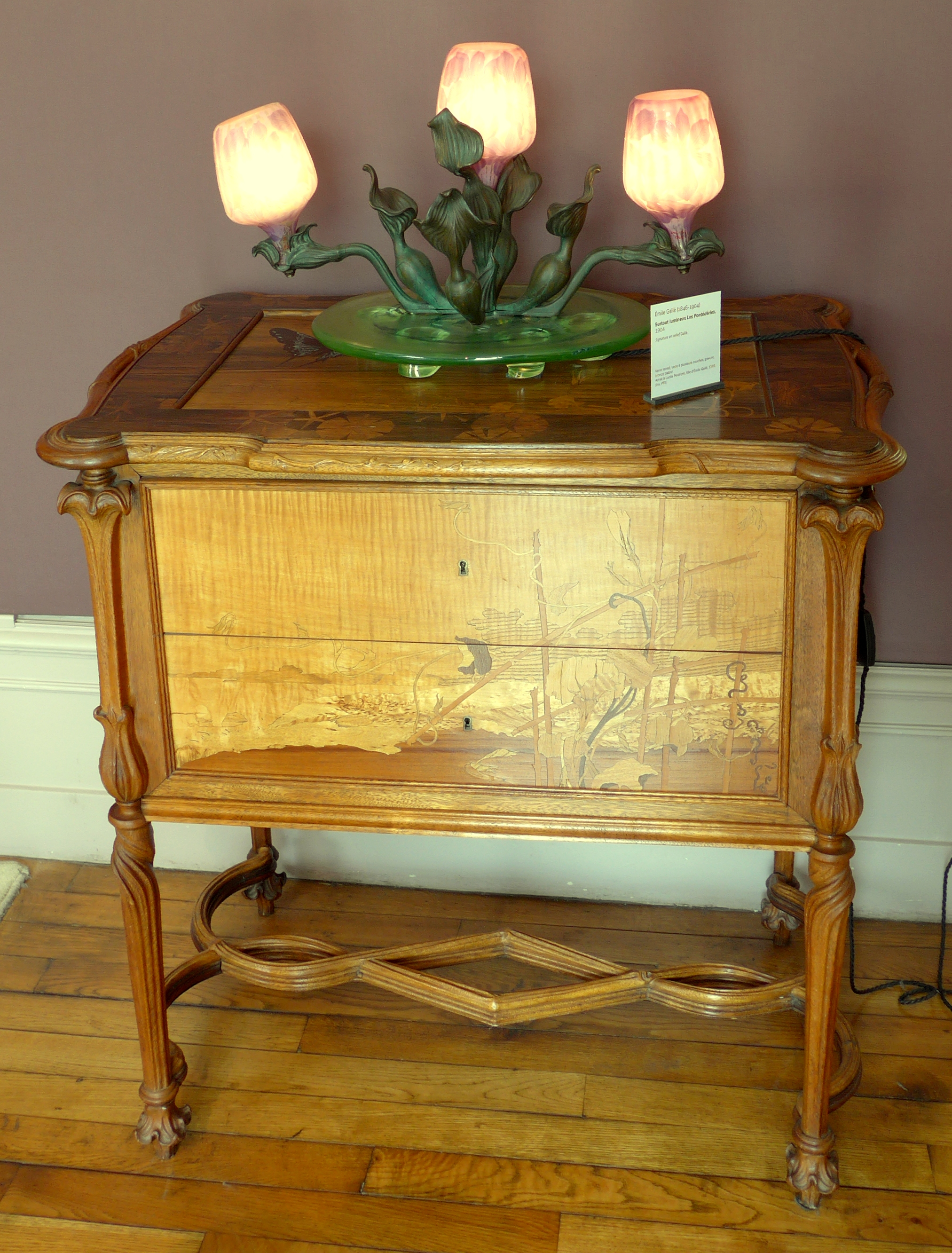
collectie musee de l' École de Nancy